# Gernot Fraydl
Gernot Fraydl  est un footballeur autrichien né le 10 décembre 1939 à Graz. Il évoluait au poste de gardien de but.

## Biographie

### Carrière en club
Formé dans le club du Deutschlandsberger Sportclub, il débute en 1957 au sein du Grazer AK, club qu'il représente pendant quatre saisons,,.
Il rejoint en 1960 l'Austria Vienne avec lequel il réalise le doublé Coupe-Championnat en 1962 et en 1963,,.
Il participe avec cette équipe à la Coupe d'Europe des clubs champions (11 matchs joués).
Lors de la saison 1965-1966, il joue dans le club du FC Wacker Innsbruck. Il quitte le club pour jouer au sein du Schwarz-Weiß Bregenz,,.
Durant les années 1967 et 1968, il évolue aux États-Unis dans les franchises des Philadelphia Spartans (en) et des St. Louis Stars (en),,.
En 1968, il revient sur le continent européen jouer pour le Hertha BSC à Berlin pendant deux saisons. Il participe avec cette équipe à la Coupe des villes de foires (quatre matchs joués),,.
Après une saison 1970-1971 au sein du TSV 1860 Munich, il revient en Autriche pour jouer sa dernière saison dans le club du First Vienna FC,,.

### Carrière en équipe nationale
International autrichien, il reçoit 27 sélections en équipe d'Autriche entre 1961 et 1970, pour aucun but marqué.
Son premier match est disputé le 27 mai 1961 en amical contre l'Angleterre (victoire 3-1 à Vienne).
Il dispute notamment des matchs comptant pour les qualifications pour l'Euro 1964, la Coupe du monde 1966 et la Coupe du monde 1970.
Son dernier match a lieu le 10 septembre 1970  en amical contre la Yougoslavie (défaite 0-1 à Graz).

### Carrière d'entraîneur
Il commence une carrière d'entraîneur en 1977 au sein de son club formateur le Deutschlandsberger Sportclub.
Entre 1982 et 1984, il dirige le SK Sturm Graz.
Durant la saison 1985-1986, il entraîne le Grazer AK.

## Palmarès
Austria Vienne
- Championnat d'Autriche (2) :
  - Champion : 1961-62 et 1962-63.

- Coupe d'Autriche (2) :
  - Vainqueur : 1961-62 et 1962-63.